# Stanisław Radziejowski (malarz)
Stanisław Radziejowski (ur. 6 czerwca 1863 w Zegartowicach, zm. 2 kwietnia 1950 w Krakowie) – polski malarz.

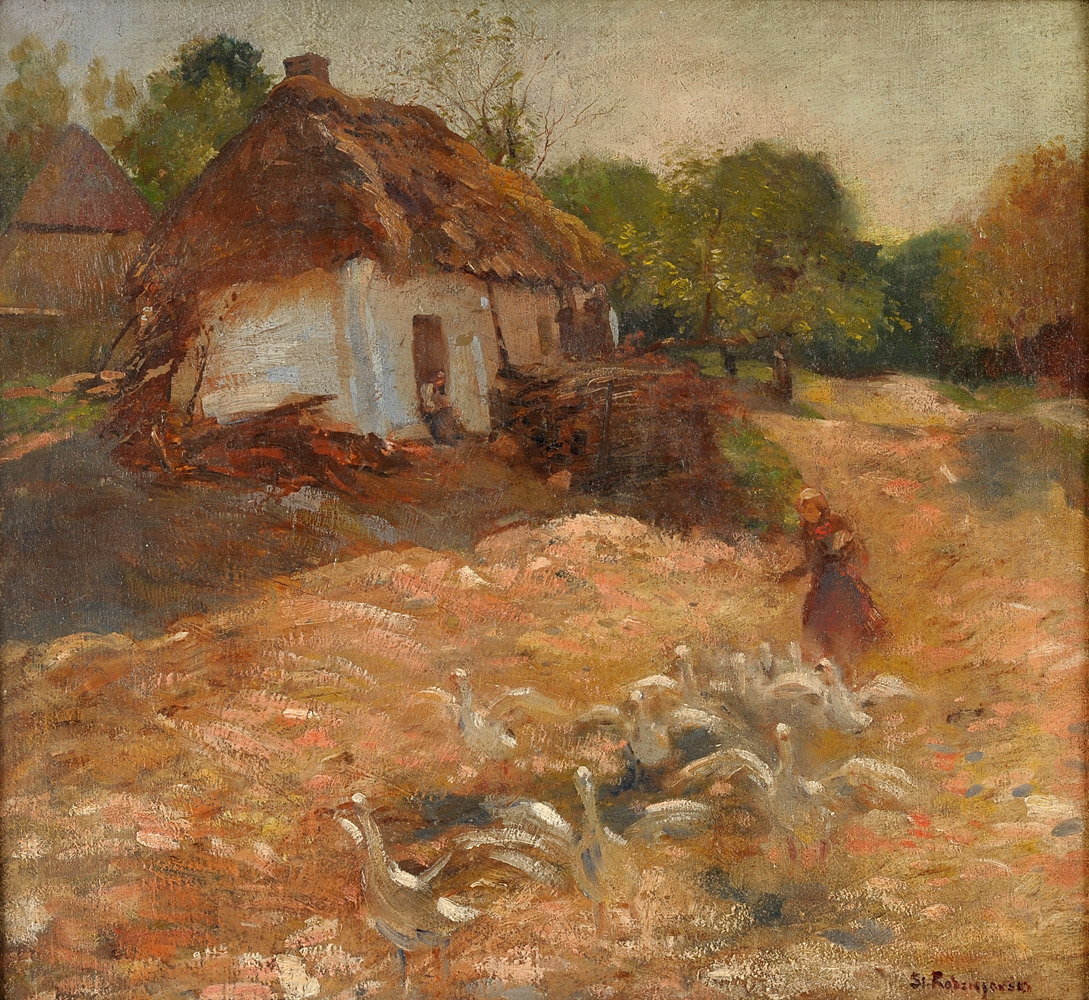
S. Radziejowski: Letni dzień na wsi

## Życiorys
Pochodził z rodziny ziemiańskiej. Jego rodzicami byli Władysław i Jadwiga z domu Kałuska. W 1874 podjął studia w krakowskiej Akademii Sztuk Pięknych, gdzie z przerwami studiował do 1885 roku, pod kierunkiem m. in. Jana Matejki. W tym czasie zaprzjażnił się z Ludwikiem de Laveaux. W klasie kompozycji otrzymał złoty medal za obraz Powrót z pola. Od 1886 pogłębiał swe umiejętności na Akademii Sztuk Pięknych w Monachium. Po ukończeniu nauki pozostał w Rzeszy, mieszkał w Monachium i został członkiem Monachijskiego Stowarzyszenia Artystów (Münchener Kunstverein). Przyjeżdżał do Krakowa, gdzie m. in. w 1894 ze Stanisławem Janowskim i Władysławem Wankie uczestniczył w sporządzniu szkiców do namalowanej następnie w Monachium Panoramy Tatr. W 1902 zdecydował się na powrót do kraju, dwa lata później zamieszkał w otrzymanym przez żonę Helenę ze Strasburgerów w spadku majątku Trzebienice. Często wyjeżdżał do pobliskiego Krakowa, gdzie uczestniczył w życiu artystycznym. Brał udział w wielu wystawach organizowanych przez warszawskie Towarzystwo Zachęty Sztuk Pięknych (w latach 1910, 1925, 1930, 1936) oraz działające w Krakowie Towarzystwo Przyjaciół Sztuk Pięknych (w latach: 1917, 1923, 1924, 1925 i autorska w 1935). Wystawy prac Stanisława Radziejowskiego miały miejsce również we Lwowie, Poznaniu, Monachium, w Berlinie, Pradze, Wiedniu.
Szkoła monachijska wywarła duży wpływ na jego rozwój artystyczny: konwencja realistyczna była typowa dla większości jego prac.  W jego pracach pojawiają się jednak – podobnie jak u Witolda Pruszkowskiego i Jacka Malczewskiego – nimfy wodne, Meduza i inne groźne postacie symboliczne. Tworzył głównie obrazy rodzajowe o tematyce wiejskiej, a także pejzaże i portrety. Do bardziej znanych należą: Południca (1894), Wnętrze chaty  (1887), Za służbą (1895). Obrazy Stanisława Radziejowskiego znajdują się w kolekcjach prywatnych i muzealnych m. in. w Muzeum Narodowym w Krakowie i Warszawy.